# (73396) 2002 LV18
(73396) 2002 LV18 – planetoida z pasa głównego asteroid okrążająca Słońce w ciągu 5,77 lat w średniej odległości 3,22 j.a. Odkryta 6 czerwca 2002 roku.